# Kућа грађевинара Карла Кнола у Београду
Кућа грађевинара Карла Кнола се налази у Београду, на адреси Булевар деспота Стефана 45, на територији градске општине Стари град. Изграђена је 1913. године и представља непокретно културно добро као споменик културе.

## Историјат и архитектура
Кућа Карла Кнола (1890—1915), једног од водећих грађевинара почетком 20. века у Београду, грађена је у периоду 1911—1913. године, а пројектовао ју је архитекта Владимир Симић, док је грађевинске радове изводио власник Кнол у периоду од 1904. до 1912. године. Објекат представља спој традиционално решене основе и фасаде обликоване у стилу сецесије. Кућа припада групи грађевина које су својим обликовним решењем и применом сецесијске флоралне и геометријске фасадне пластике, остварили значајан допринос социјалном ослобађању грађанске културе и укуса, али и еманципацији српских архитеката и архитектонске делатности у целини. Својим пропорцијама, богатом и зналачки употребљеном орнаментиком, хармоничним односом декоративних и архитектонских елемената, применом полихромије и украса од кованог гвожђа у обликовању екстеријера и ентеријера, представља аутентичан пример сецесијске архитектуре у београдском градитељству са почетка 20. века.